# Institut Européen des Hautes Études Internationales
Das Institut Européen·European Institute (IE·EI) ist eine private, internationale Institution, die im Bereich europäischer und internationaler Studien forscht und Aufbaustudiengänge anbietet.

## Geschichte
Sie wurde 1964 vom Centre International de Formation Européenne (CIFE) gegründet und wird von der Europäischen Union unterstützt.

## Studium
Das Institut kooperiert mit zahlreichen Universitäten in Zentral- und Osteuropa, vor allem in Deutschland, Italien und der Türkei. Die angebotenen Programme finden in verschiedenen Ländern statt und legen den Schwerpunkt auf europäische und internationale Studien.
Das Studium zeichnet sich durch eine internationale Fakultät, bestehend aus international lehrenden Professoren, Experten und einer multinationalen Gruppe aus Studenten mit verschiedenen akademischen Laufbahnen, aus.
Das Institut bietet den Master für europäische und internationale Studien in zwei unterschiedlichen Zweigen an, dem dreisprachigen Zweig und dem englischsprachigen Zweig. Die Ausbildung dauert ein Jahr und der Grad wird nach einer erfolgreichen schriftlichen und mündlichen Abschlussprüfung sowie der Abfassung einer Diplomarbeit vergeben. Die Studierenden erwerben dabei 60 ECTS-Kreditpunkte.

## Master für europäische und internationale Studien

### Trilingualer Zweig
Der dreisprachige Zweig beinhaltet Studienaufenthalte in Nizza und Berlin, unterbrochen durch einen einwöchigen Aufenthalt an der Partneruniversität in Rostock und einem zweiwöchigen Aufenthalt an der Partneruniversität in Rom. Ein zusätzlicher Teil des Programms besteht aus einer Studienreise zu europäischen und internationalen Organisationen in Brüssel, Straßburg und Genf. Dieses Masterprogramm ist vermutlich der einzige europawissenschaftliche Studiengang, der dreisprachig (Deutsch, Englisch, Französisch) unterrichtet wird.
Interessierte Studenten sollten sich darüber im klaren sein, dass es sich hierbei um eine französische Bildungsinstitution handelt, bei der lediglich gewisse Punkte im Rahmenprogramm in den Fremdsprachen Deutsch oder Englisch abgehalten werden. Die offiziell proklamierte Dreisprachigkeit ist zwar gegeben, da ein Teil der Vorlesungen auf Englisch, bzw. Deutsch stattfindet. Doch die Unterrichtssprache der meisten Veranstaltungen in Nizza ist Französisch.

### Englischsprachiger Zweig
Der englischsprachige Zweig beinhaltet Studienaufenthalte in Istanbul, Nizza und Berlin und eine Studienreise zu europäischen und internationalen Organisationen in Brüssel, Straßburg und Genf.

## Sommeruniversitäten
Das Institut organisiert jedes Jahr Sommeruniversitäten in verschiedenen Städten zu verschiedenen Themen.
- Bulgarien (Warna): La région de la Mer Noire dans l'Europe élargie: vers un label territorial (Unterrichtssprache: englisch und französisch)
- Großbritannien (Canterbury): Föderalismus und Europa (Unterrichtssprache: englisch)
- Kroatien (Zadar): L’action de l’Union européenne pour l’environnement et les changements climatiques: enjeux et perspectives (Unterrichtssprache: französisch)
- Österreich (Schloss Hofen): Nordamerikanisch – Europäische Sommerakademie – Die Beziehungen zwischen der EU und Nordamerika (Unterrichtssprache: englisch)
- Rumänien (Slobozia und Silistra): L'Europe des droits: l'après adhésion de la Roumanie et de la Bulgarie (Unterrichtssprache: französisch)
- Slowakei (Bratislava): L'Union européenne face au défi énergétique (Unterrichtssprache: englisch und französisch)
- Türkei (Istanbul): Die Beziehungen zwischen der EU und der Türkei – Der Vertrag von Lissabon (Unterrichtssprache: englisch)
- Internationale Sommeruniversität (Opole/Polen, Berlin/Deutschland, Straßburg/Frankreich): Nationale Minorität – Gestern und Heute (Unterrichtssprache: deutsch und englisch)

## Sonstige Aktivitäten
- Club de Nice – Énergie et géopolitique
- Identité européenne